# Athetis rionegrensis
Athetis rionegrensis is een vlinder uit de familie van de uilen (Noctuidae). De wetenschappelijke naam van de soort is voor het eerst geldig gepubliceerd in 1949 door Chiarelli De Gahan.